# ادموند چارلز بیرد
ادموند چارلز بیرد (انگلیسی: Edmund Charles Beard; ۲۱ آوریل ۱۸۹۴ – ۲۰ ژانویهٔ ۱۹۷۴) فرد نظامی اهل جمهوری ایرلند بود. وی همچنین برندهٔ جوایزی همچون صلیب نظامی شده‌است.